# 유지담
유지담(柳志潭, 1941년 5월 3일 ~ )은 대한민국의 대법관을 역임한 법조인이다.

## 학력
- 고려대학교 법과대학 학사

## 경력
- 2006년 11월: 통신위원회 위원장
- 2005년: 법무법인 케이씨엘 대표변호사
- 2000년 7월~2005년 10월: 제13대 중앙선거관리위원회 위원장
- 1999년 10월~2005년 10월: 대법원 대법관
- 1998년 3월: 울산지방법원장.
- 1996년 3월: 서울지방법원 남부지원장.
- 1993년 10월: 서울고등법원 부장판사.
- 1992년 9월: 대전고등법원 부장판사.
- 1992년 8월: 서울고등법원 부장판사.
- 1990년 3월: 부산고등법원 부장판사.
- 1981년 9월: 전주지방법원 정읍지원장.
- 1981년 4월: 대법원 재판연구관.
- 1980년 1월: 서울고등법원 판사.
- 1974년: 서울가정법원 판사.
- 1970년 10월: 대구지방법원 판사.
- 1967년 11월~1970년 9월: 군법무관.
- 1965년: 제5회 사법시험 합격.

| 전임 이용훈 | 제13대 중앙선거관리위원회 위원장 2000년 7월 12일 ~ 2005년 10월 31일 | 후임 손지열 |